# Maxêncio (duque da Mésia)
Maxêncio (em latim: Maxentius) foi um oficial bizantino do século VI, ativo durante o reinado do imperador Anastácio I Dicoro (r. 491–518). Duque da Mésia Segunda, em 513, quando eclodiu a revolta de Vitaliano, foi convencido pelo rebelde a abandonar a causa imperial.